# Peinture Pahari

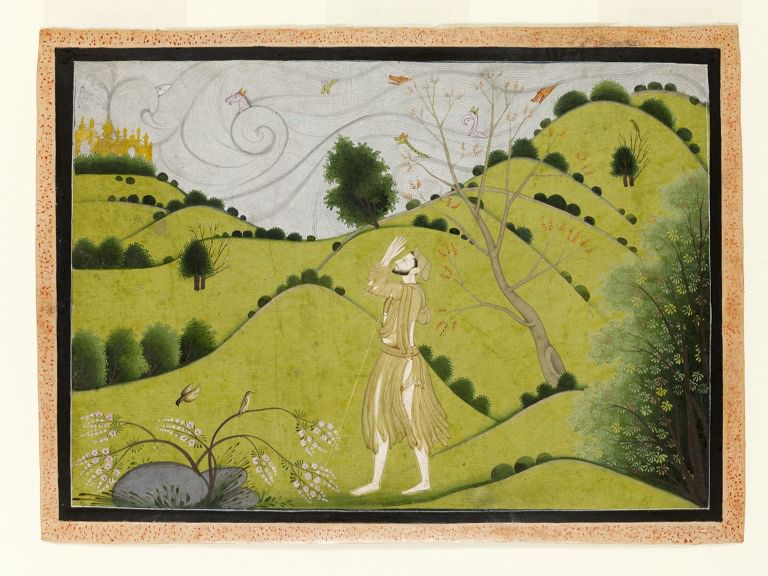
Sudama s'incline à la vue du palais doré de Krishna à Dwarka. Peinture datant d'environ 1775-1790.

La plus ancienne école de l'art pahārī (पहाड़ी कला (Pahāṛī kalā); Signifiant « art des montagnes » en hindi) est celle de Basholi, dont les premiers témoignages remontent à la fin du XVIIe siècle. La vigueur des tons employés, avec prédominance du rouge et du jaune (symbole de l'intensité des sentiments éprouvés par les protagonistes), les gestes saccadés, les visages au front fuyant prolongé par un nez étroit, avec de grands yeux en forme de poisson, la pupille noire se détachant sur un fond blanc, l'arcade sourcilière accentuée sont, avec les fonds souvent unis, les arbres stylisés, l'horizon très haut, les caractéristiques principales de cet art.
Le haut Pendjab, au nord-ouest de l'Inde, est une zone montagneuse creusée de vallées formées par les affluents et sous-affluents de l'Indus. Il est bordé par l'Afghanistan, le Cachemire et les contreforts de l'Himalaya. Le district de Kangra est situé dans la vallée de la Beas, affluent de la Sutlej.
Grâce à sa difficulté d'accès cette région a gardé, tout au long de son histoire, une liberté relative et n'a subi que des occupations successives presque souvent uniquement nominales.
L'art qui se pratique dans cette région se nomme, art Pahārī ou art des collines.